# Канцлер Ги
Ка́нцлер Ги (настоящее имя Ма́йя Вячесла́вовна Кото́вская; род. 24 июня 1979, Свердловск, СССР) — российская певица, музыкант и автор песен. Основательница, лидер-вокалистка и основной автор музыкального материала группы «Брэган Д’Эрт».

## Биография
Родилась 24 июня 1979 года в Свердловске (ныне Екатеринбург). Родилась, по её собственным словам, в обычной советской интеллигентной семье, а что касается музыки  - с материнской стороны музыкальное образование, хотя бы в рамках школы, было практически у всех, так что вопроса «учиться музыке или нет» не возникало в принципе.. 
По образованию — журналистка и историк-медиевист (ВУЗ — Уральский государственный университет имени А. М. Горького, ныне — УрФУ), однако оба образования — неоконченные (на истфаке доучилась до пятого курса, училась заочно). По словам самой певицы, это связано с тем, что на определённом этапе её перестали удовлетворять методики и качество преподавания — «с 2009 года я перестала заниматься тем, чем заставляли, так как видела, что всё предлагаемое мне не нужно, и занялась так и тем, что мне было по-настоящему интересно, в частности — музыкой». Изучение же истории продолжила в самообразовательном и частном порядке, журналистику считает своей первой, но «запасной» профессией. Как журналист начинала юнкором в екатеринбургских изданиях для подростков «Честное слово» и «Окно», затем работала райтером в небольшой рекламной фирме, контент-редактором в одном из городских медиа-порталов, журналистом в холдинге «ВИК-медиа», и автором-фрилансером в двух известных в Екатеринбурге шоппинг-гидах - «ЯПокупаю» и «Стольник». 
В 1986 году поступила в музыкальную школу, в 1994 году окончила её по классу фортепиано. Пишет песни и музыку с 1995 года. В 2000 году самостоятельно освоила игру на гитаре.
Как исполнительница стала известна с 2002 года, выиграв певческий конкурс на международном фестивале ролевой культуры «Зиланткон» (г. Казань). Первые треки, записанные любительском способом, появились на сайте kilor.ru. На фестивале «Зиланткон-2005» Канцлер Ги выступила вместе с московским флейтистом Владимиром Рязанским.
Как сольная исполнительница активно выступает с 2003 года, как исполнительница с группой — с 2005 года.
Тематика творчества Канцлера Ги — самая разнообразная, от исторической (реалии различных эпох от Древнего Египта и античности до времён Ренессанса) и мифологической (кельтская, германская, афро-карибская, шумерская мифология) до песен, написанных по мотивам литературных произведений, таких как «Отблески Этерны» Веры Камши, «Бертран из Лангедока» Елены Хаецкой, цикл о Подземье Роберта Сальваторе и других. Значительное место занимают также лирика и пародии, в том числе и на собственное творчество. Также есть песни на стихи известных поэтов прошлого и современности — Н. Гумилёва, Р. Киплинга, У. Б. Йейтса, Р. Бернса, Л. Филатова и других. В произведениях Канцлера Ги наличествует большое количество мистических, околорелигиозных и фольклорных мотивов.
В настоящее время певица активно выступает как с музыкантами (в основном в Москве и Санкт-Петербурге), так и сольно, во многих городах России и ближнего зарубежья (Украина, Белоруссия). Однако на сегодняшний день концерты в Украине приостановлены.

## Bregan D’Ert
С 2003 и до 2005 года Канцлер Ги выступала как сольная исполнительница (вокал, гитара), но в 2004 году вместе с екатеринбургской скрипачкой Александрой Кислицыной составила гитарно-скрипичный дуэт, который и получил название «Bregan D’Ert». Название его было взято из вселенной книг Роберта Сальваторе «Forgotten Realms», там таким образом именуется клан наёмников. Впервые они выступили на фестивале open air «Апрельский демарш» в Екатеринбурге. В 2005 году к проекту присоединился басист Александр Черников — но в составе проекта играл около полугода, после чего ему на смену пришли Татьяна Рябинкина (бас) и Ольга Петрова (перкуссия). Летом 2006 года к коллективу «Bregan D’Ert» присоединились Владимир Кошевой (соло-гитара, флейта) и Анна Соколова (бэк-вокал). В этом составе музыканты приняли участие в фестивалях «Арт-эксперт» (2006, Екатеринбург), «Зиланткон» (2006, Казань) и «Старый Новый Рок. На волне» (2007).
В 2008 году Канцлер Ги переехала из Екатеринбурга в Москву по приглашению спортивного репортёра Людмилы Лагожиной, которая стала музыкальным директором проекта «Bregan D’Ert». Поскольку основной состав группы на тот момент остался в родном городе, к работе привлекаются Дмитрий Макаров (Нижний Новгород — соло-гитара, флейта) и Чайян (Москва, скрипка) — пока на правах музыкантов-сессионников. В 2009 году Татьяна Рябинкина и Александра Кислицына покидают проект, и состав становится следующим: Канцлер Ги (гитара, вокал, тексты, музыка), Александр Гарбер (бас), Роман Мартынов (ударные), Чайян (скрипка). Также периодически принимают участие в концертах Дмитрий Макаров (соло-гитара, блок-флейта) и Иван Дмитриев (соло-гитара, аранжировки, саунд-продюсирование). На сольных выездах вокалистки в другие города, помимо Москвы и Санкт-Петербурга, довольно часто привлекаются сессионные музыканты из местных коллективов. В 2012 году к актуальному московскому составу присоединяется Данила Жиляев (соло-гитара, бэк-вокал). В 2017 году Чайян временно покидает проект и возвращается летом 2018. В данном составе коллектив выступает и принимает участие в фестивалях, таких как «Зиланткон», «Баб-рок», «Как бы фест», «Быть добру!», «Sea Fever», «Купала на Рожайке», «Платформа», «Былинный берег» и других.

## Политическая позиция
Майя Котовская поддержала аннексию Крыма Российской Федерацией в 2014 году. Певица написала пропагандистсткую песню "Крым уплыл", посвященную этому событию.
В комментарии в официальной группе ВКонтакте Котовская написала: "По совокупности. Крым не признаю территорией Украины, замужем за ополченцем Донецкой республики - это все очень страшные преступления, знаете ли"

## Дискография

### Сольные альбомы
- 2003: Tample Memories
- 2003: Kathar Blues
- 2003: Невзятый замок

### Альбомы, записанные с группой
- 2006: Единственный враг
- 2007: Пляска Святого Ги
- 2008: Тень на стене
- 2009: Пока цветочки…
- 2009: Gui_ro_inn
- 2010: Страшная сказка
- 2011: …Уже ягодки
- 2012: Те ещё грибочки (сборник пародий на саму себя)
- 2013: Вуду Tales
- 2017: Лирика
- 2023: Зверская жизнь

### Синглы
- 2009: С Новым годом
- 2010: С Новым годом
- 2010: От рассвета до рассвета
- 2011: Зимние истории
- 2013: С Новым годом
- 2018: Голуби преисподней

### Фэндомное творчество
- 2009: Вид из окна (сборник пародий по мотивам цикла В. Камши «Отблески Этерны»)

### Интервью
- «Дитя» классика на рязанской сцене : Архивная копия от 2 апреля 2015 на Wayback Machine — Новая газета — Рязань.
- «На сцену „полено“ тащить не стоит» : Архивная копия от 2 апреля 2015 на Wayback Machine — 37.ru.
- «Всё, чего сильно хотим, иногда само падает в руки». — «Кампус» : студенческий журн.
- «Канцлер Ги — хранитель печати — посетила Челябинск» :Архивная копия от 19 августа 2014 на Wayback Machine  — Творческое объединение юных корреспондентов «БонЖур».
- «Интервью с Майей Котовской (Канцлер Ги)» : Архивная копия от 4 июля 2015 на Wayback Machine  — genefis-gbr.ru.
- Музняшки : радиопередача : Архивная копия от 19 августа 2014 на Wayback Machine — Медиа Няня : радио.